# Vladimír Přikryl
Vladimír Přikryl, původně Josef Přikryl (3. srpna 1895 Horní Studénky – 13. dubna 1968 Plzeň) byl příslušník československých legií v Rusku, velitel 2. československé paradesantní brigády v SSSR, československý generál. Byl autor memoárů.

## Život
Jeho otec byl učitel. Zpočátku se jmenoval Josef, což si změnil po přestoupení k pravoslaví, oficiálně změněno 12. prosince 1928.
V letech 1910–1914 studoval na střední zemědělské škole v Olomouci. Poté studoval na Vyšší zemědělské škole v Táboře, kde absolvoval dva semestry, po kterých byl odveden do armády.
Dne 2. dubna 1915 byl povolán jako důstojnický kandidát k 13. pěšímu pluku v Olomouci, poté byl poslán do školy pro záložní důstojníky v Opavě. Po promoci byl jako kadet-aspirant dne 25. srpna 1915 poslán na ruskou frontu. Dne 20. července 1916 byl zajat Rusy.
Poté byl v zajateckých táborech v Tomsku, Omsku a v Novonikolajevsku. Dne 1. prosince 1916 se dobrovolně přihlásil do čs. legií. Službu u 1. čs. záložního pluku nastoupil dne 28. července 1917 v Babrujsku, odkud byl poslán do důstojnické školy. Po jejím absolvování byl dne 16. září 1917 odeslán k 1. záložnímu pluku v Žytomyru, kde sloužil do 27. března 1918 postupně jako velitel čety a od 14. ledna 1919 jako velitel poddůstojnické školy. Spolu s tímto plukem se podílel na ústupu čs. sboru z Ukrajiny. Poté, po přejmenování pluku na 9. střelecký pluk v létě 1919, se zúčastnil ústupových bojů do Vladivostoku, postupně zastával funkci velitele štábního vlaku pluku, telefonní a telegrafní pobočky, náčelníka proviantu pluku, velitele půlpraporu v Omsku (2. září – 8. října 1918) a personalisty pluku. Dne 5. srpna 1920 se vrátil do vlasti.
Po návratu zůstal v armádě a v letech 1920–1933 sloužil u 9. pěšího pluku v Mostu, později v Jáchymově. Zastával v ní postupně funkce: velitel štábní roty, jednatel velitelství posádky v Jáchymově, velitel technické roty pluku, velitel poddůstojnické školy, 1. zástupce velitele pluku a velitel 3. roty 9. pěšího praporu. V té době absolvoval řadu kurzů: velitele technických rot v 5. ženijním pluku v Praze (2. 12. 1922–24. 9. 1923), šestitýdenní plynový výcvikový kurz v Olomouci (1923), důstojník pěchoty. výcvikový kurz v Mostě (1.11.1925–30.4.1926), jezdecký kurz u 1. pluku v Terezíně (13.6.–7.9.1927) a kurz pro velitele vojenských úřadů a jednotek v Praze (15.10. 1931–25. června 1932). Dne 15. května 1933 byl převelen k 5. oddělení ministerstva národní obrany, kde byl zpočátku referentem výcvikového oddělení a od 1. května 1938 byl vedoucím oddělení. Za mobilizace na podzim 1938 pracoval v odboru prezidia Ministerstva národní obrany jako referent telefonického a telegrafního spojení v tuzemsku i zahraničí. 4. července 1939 odešel z ministerstva národní obrany v likvidaci a nastoupil do státní služby na Nejvyšší cenový úřad, kde byl přednostou 3. oddělení 7. oddělení. Zároveň se zapojil do činnosti odbojových organizací „Obrana Národa“ a „Bílá růže“.
Kvůli prozrazení své odbojové činnosti a hrozbě zatčení překročil dne 29. března 1940 slovenské hranice a přes Maďarsko se dostal do Bělehradu, kam dorazil dne 3. dubna 1940. Poté se jako velitel 19. transportu dobrovolníků vydal přes Řecko a Turecko do Francie.
Dne 27. května 1940 byl poslán do výcvikového tábora československé armády v Agde a dne 10. května 1940 byl jmenován velitelem 1. roty 2. praporu. V čele této roty se zúčastnil od 10. května do 26. května 1940 ústupu v bojích s Němci. Po pádu Francie odplul dne 28. června 1940 do Velké Británie, kam připlul dne 12. července 1940.
Po příchodu do Velké Británie byl zařazen k 1. československé smíšené brigádě, kde byl zpočátku zástupcem velitele a od 11. července 1941 velitelem 2. pěšího praporu, kterému velel do května 1943. Od 1. června 1942 byl také předsedou vojenského soudu brigády.
Na jaře 1943 rozhodlo československé ministerstvo obrany o vyslání skupiny vyšších důstojníků do SSSR za účelem doplnění důstojnického kádru v československých jednotkách vznikajících v SSSR. Byl také v této skupině.

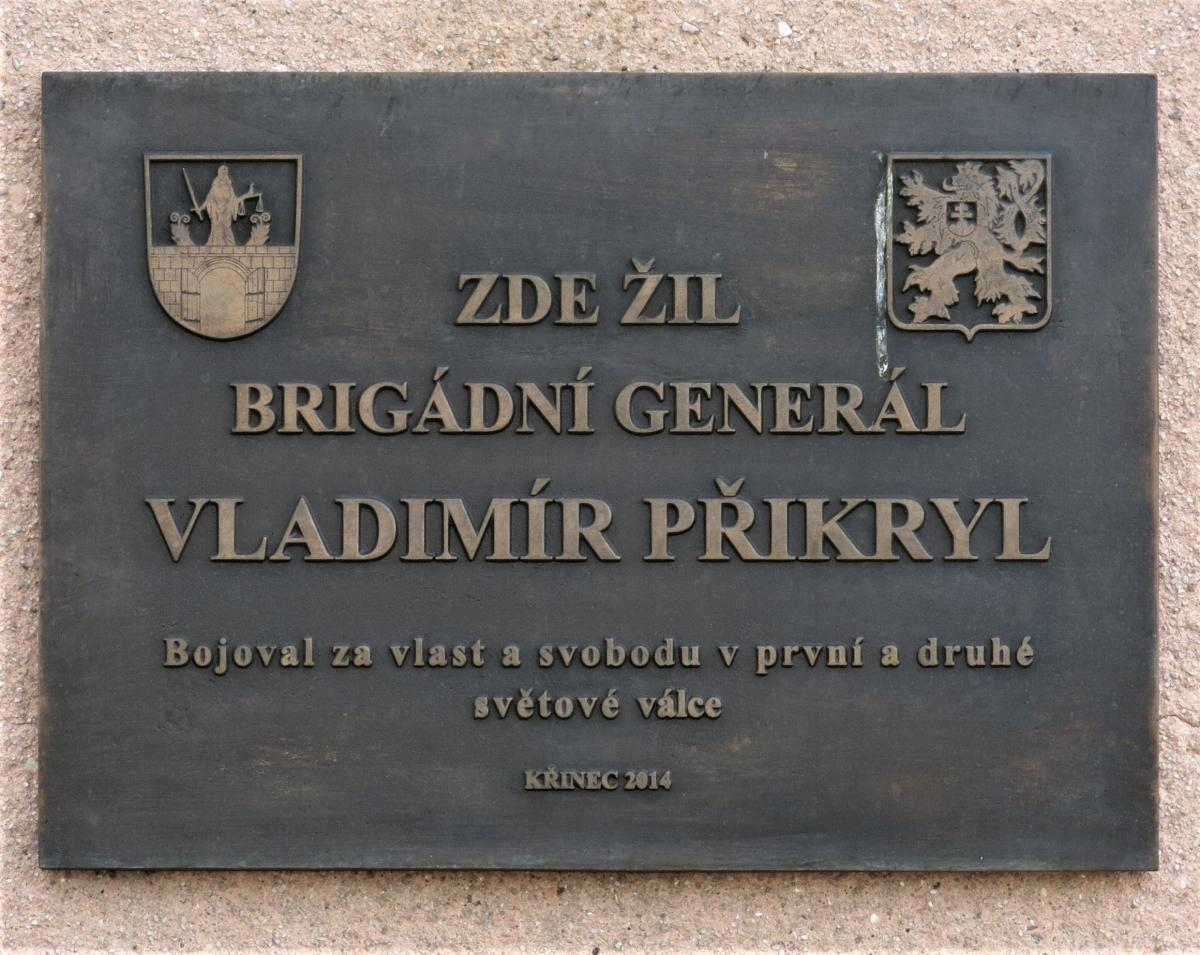
Pamětní deska Vladimíra Přikryla v Křinci

Dne 3. července 1943 byl spolu se skupinou československých důstojníků naloděn v Glasgow na kanadskou osobní loď „Duchess of York“. Během plavby do Afriky byla loď dne 11. července 1943 bombardována německými letadly a byla poškozena, později potopena doprovodnými loděmi. Cestující a posádku převzaly další lodě, on sám se ocitl na kanadském torpédoborci HMCS „Iroquois“, který doplul do Casablanky. Poté se vydal přes Lagos, Stanleyville, Chartúm, Káhiru, Damašek, Teherán, Baku, Astrachaň, Saratov do Moskvy, kam dorazil 7. září 1943.
Poté byl poslán do Novochopjorska, kde se 11. září 1943 stal zástupcem velitele 1. čs. samostatné brigády. Poté se zúčastnil bojů o Kyjev, kde také působil jako velitel v nepřítomnosti velitele Ludvíka Svobody.
V lednu 1944 byl poslán do Jefremova, kde byl od 5. ledna 1944. Dne 22. ledna 1944 se stal velitelem 2. československé paradesantní brigády. V čele této brigády se zúčastnil operace na Dukle a 26. září 1944 byl spolu s brigádou převelen na Slovensko, kde až do 28. října 1944 bojoval ve Slovenském národním povstání. Po pádu povstání se se svými vojáky stáhl do hor, kde se účastnil partyzánských bojů až do 19. února 1945, kdy jednotky Rudé armády dosáhly prostoru jeho působení.
Poté odešel k 1. čs. sboru a 7. března 1945 se stal velitelem nově vytvořené 2. pěší divize v Kežmarku, která vznikla z 2. československé paradesantní brigády. V dubnu 1945 byl zbaven velení a byl s ním zahájen soud za ztrátu praporu z jeho brigády. V květnu 1945 však dorazil do osvobozené Prahy a začal pracovat na ministerstvu národní obrany. Dne 23. července 1945 byl odeslán do vojenského výcvikového střediska v Milovicích, kde byl velitelem až do února 1949. V té době od 1. března do 30. května 1948 absolvoval vyšší velitelský kurz v Praze. 15. února 1949 se stal velitelem posádky v Brně.
Dne 16. května 1949 byl zatčen a po výslechu, při kterém byl mučen, byl dne 30. července 1949 na základě falešných důkazů odsouzen na 4 roky těžkého žaláře, degradován a zbaven všech vyznamenání. Poté byl v dalším procesu dne 2. prosince 1949 odsouzen k dalším 4 letům vězení, později dostal trest šest měsíců. Trest si odpykával zpočátku ve věznici v Praze, později v Plzni a v Leopoldově. Dne 5. srpna 1953 opustil vězení poté, co mu prezident udělil milost.
Po opuštění věznice pracoval jako dělník v závodě „Polabská Fruta“ v Nymburce a od 9. listopadu 1959 jako noční hlídač ve „Středočeských dřevařských závodech“. V té době neustále usiloval o zrušení svého odsouzení, což bylo nakonec korunováno rozsudkem z 20. října 1964, kterým byl zproštěn viny. 1. listopadu 1964 mu byla také navrácena vojenská hodnost (generálmajor ve výslužbě) a všechna vyznamenání.

## Hodnosti

### Rakousko-uherská armáda
- kadet (Kadett-Offiziersstellvertreter) (02/02/1916)

### Československé legie
- praporčík (16. září 1917)
- kapitán (17. října 1918)

### Československá armáda
- štábní kapitán (30.12.1922)
- major (29.12.1928)
- podplukovník (9. 7. 1936)
- plukovník (28. 1. 1944)
- brigádní generál (25. října 1946, ve službě od 7. března 1945)
- vojín (30. 7. 1949 - degradován)
- generálmajor v.v. (1.11.1964, po rehabilitaci 20.10.1964)

## Vyznamenání
- Řád Milana Rastislava Štefánika (1991 – posmrtně)[3]
- Řád sokola s meči
- Československý válečný kříž 1914–1918
- Československá revoluční medaile
- Vítězná medaile
- Československý válečný kříž 1939 (čtyřikrát)
- Československá medaile Za chrabrost před nepřítelem
- Vojenská medaile Za zásluhy 1. stupně
- Pamětní medaile československé armády v zahraničí se štítkem F-VB-SSSR
- Řád Slovenského národního povstání I. třídy
- Československý partyzánský odznak
- Řád Suvorova, 2. stupeň (SSSR)
- Řád vlastenecké války 1. stupně (SSSR)
- Medaile za vítězství nad Německem ve Velké vlastenecké válce 1941–1945 (SSSR)
- Důstojnický kříž Čestné legie (Francie)
- Válečný kříž s palmou (Francie)
- Řád partyzánské hvězdy se zlatým věncem (Jugoslávie)
- Hvězda 1939–1945 (Spojené království)
- Hvězda Atlantiku (Spojené království)
- Britská medaile Za obranu (Spojené království)
- Řád rumunské hvězdy 3. třídy za vojenskou statečnost

## Literární dílo
- PŘIKRYL, Vladimír. Pokračujte v horách. Praha: Naše vojsko, 1947.
- PŘIKRYL, Vladimír. Za vlády tmy. Praha: Naše vojsko, 1993.